# Política externa da Ucrânia

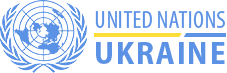
Logo do Escritório da ONU na Ucrânia

A política externa da Ucrânia é a abordagem estratégica que a Ucrânia adota para suas relações com nações estrangeiras, cooperação com organizações internacionais, promoção de seus interesses nacionais e proteção dos direitos de seus cidadãos e diásporas no exterior. Esta política é a relação da Ucrânia com outros países determinada pelo Presidente da Ucrânia e implementado pelo Ministério das Relações Exteriores. Os objetivos estratégicos da política externa da Ucrânia são garantir a soberania e a integridade territorial da Ucrânia, a integração europeia e euro-atlântica, a formação de relações de parceria estratégica com a União Europeia e os Estados Unidos, a participação ativa na ONU e outras organizações internacionais, garantindo a participação efetiva do país na economia mundial com a máxima proteção dos interesses nacionais e promovendo uma imagem positiva da Ucrânia no mundo.

## História
No outono de 1991, o mundo testemunhou a desintegração política e o colapso da União Soviética. A sensação de mau presságio inspirada pelo colapso da União Soviética e a ascensão dos estados sucessores nacionalistas foi especialmente perceptível em relação à Ucrânia. Afinal, a relutância da Ucrânia (e posterior recusa) em participar da política de federação afundou sucessivos tratados sindicais e a esperança de um estado pós-soviético unificado e multinacional. No período que antecedeu as eleições presidenciais e o referendo sobre a independência do Estado, agendados conjuntamente para 1 de Dezembro de 1991, os líderes ucranianos cumpriram as piores expectativas de muitos observadores quando anunciaram a sua intenção de criar o seu próprio exército nacional nacionalizando as forças soviéticas estacionadas na república.
O consenso político em torno do nacionalismo social foi consolidado pelo golpe de agosto de 1991. No rescaldo do golpe fracassado, uma facção da liderança do partido ucraniano liderada por Leonid M. Kravchuk aproveitou o movimento ideologicamente potente do nacionalismo ucraniano em uma tentativa de salvar sua carreira política. As elites ucranianas, tanto no governo quanto na oposição, adotaram uma abordagem de nacionalismo social que buscou cuidadosamente evitar critérios étnicos exclusivos como condição de cidadania ou de avanço econômico e social. Entretanto, a relação da Ucrânia com o mundo exterior foi ditada por uma agenda doméstica de nacionalismo. Isso provocou conflito internacional devido à falha em criar estratégias políticas para impedir a radicalização do nacionalismo ucraniano em sua política externa.